# 朱子公廟
23°29′16″N 120°24′48″E / 23.4878139°N 120.4133042°E
朱子公廟，位於臺灣嘉義市西區下埤里、臺灣唯一以朱熹為主祀的廟宇。

## 沿革

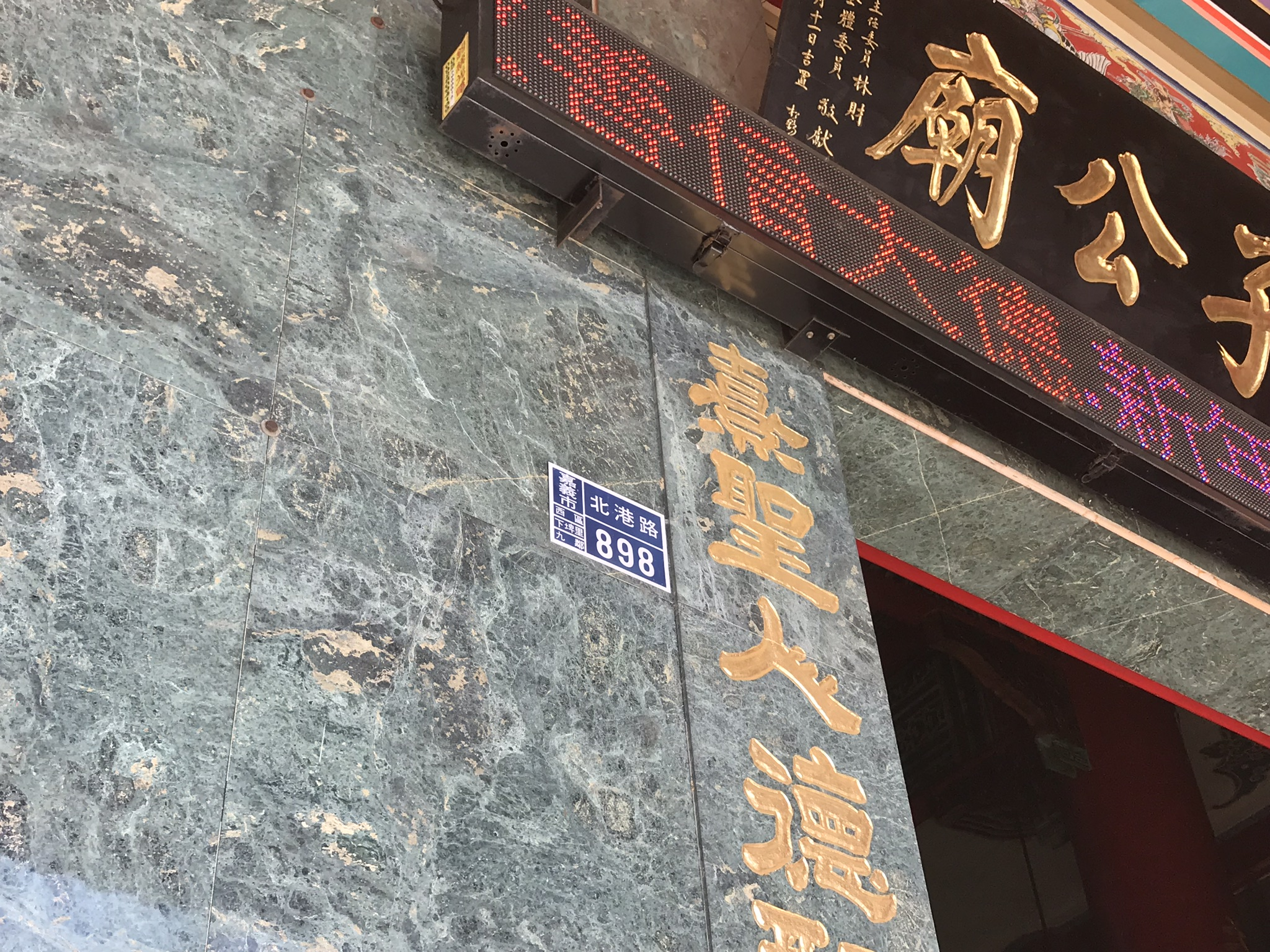
朱子公廟位在嘉義市西區下埤里北港路898號。

朱子公廟是臺灣唯一主奉朱熹的廟宇，香火原為來自福建省莆田縣塔林村的林姓家族所祭祀，屬於私廟性質。1977年4月由林財木業公司負責人林財鳩集近百地方人士建廟，廟地位在嘉義市通往新港鄉與北港鎮必經的北港路，由財美木業公司負責人林金美贈地286坪。
1994年中華民國省市長暨省市議員選舉期間，1994年10月19日，朱熹誕辰之日，認朱熹為先祖、新黨提名的臺灣省省長候選人朱高正贈送「闡揚聖道」匾。

## 祭祀
以每年農曆九月十五日是朱熹聖誕。當日，信徒會將分靈的朱子及眾神神像迎請到廟內參拜進香。儀式有行鐘九響、鳴鐘昇鼓、分香、迎神、初獻禮、亞獻禮、終獻禮等，自2002年起，祭祀新增進文房四寶。
朱子神像旁右祀四位門人、左祀五位門人。廟方人員吳德恩表示，朱子公廟以儒廟為主，但也融入道教、佛教諸神為供奉的對象。如旁祀和合二仙、鴻轟元帥、天朱王等。

## 外部連結
- 朱子公廟的Facebook專頁